# Бертоки
Бертоки (словен. Bertoki, итал. Bertocchi) је насељено место у општини Копар у покрајини Приморска која припада Обално-Крашкој регији у Републици Словенији. 

## Географија
Насеље се налази на ушћу реке Рижане источно од Анкарана, 4 км западно од Копра средишта општине Копар, на надморској висини 25,4 метра. Смештено је крај магистралног пута Пула—Трст у близини нафтног терминала. Становништво се раније бавило пољопривредом и виноградарством, а данас је део становништа запослен у услужним делатностима и оближњем Копру, а делом и у Трсту. Протеже се на површини од 2,33 км². Године 2002. насеље је имало 892 становника.

## Историја
Недалеко од Бертока одржана је 804. Рижанска скупштина. Насеље се развијало у близини барокне парохијске цркве Успња Блажене Девице Марије из 1635. Поред цркве на шеталишту налази се велики објекат, у којем је у време Млетаке републике био војна болница Лазарето ((Lazzaretto).
У насељу делује више клутурно уметничких друштава, заједница Италијана и италијанска нижа основна школа. 
У долини реке Рижане, налази се заштићени споменички комплекс породице Аполонио. У засеоку Арјолу пронађена је бронзана плочица са урезаним именима домаће аристократске породице Магаплин и млетачки миљоказ из 1776. године.

## Становништво
По попису становништва 2011. године, Бертоки су ималиi 966 становника.
| Број становника по пописима | Број становника по пописима | Број становника по пописима |
| --------------------------- | --------------------------- | --------------------------- |
| 1991                        | 2002                        | 2011                        |
| 867                         | 892                         | 966                         |

Напомена: У 1979. смањено за део насеља који је припојен насељу Копар. У 1989. смањено за део насеља који је проглашен за самостално насеље Прадеe. У 2008. повећано за део насеља Копар.